# Jenneria pustulata
Jenneria pustulata là một loài ốc biển nhỏ, là động vật thân mềm chân bụng sống ở biển trong họ Pediculariidae, one of the families of cowry allies.

## Hình ảnh

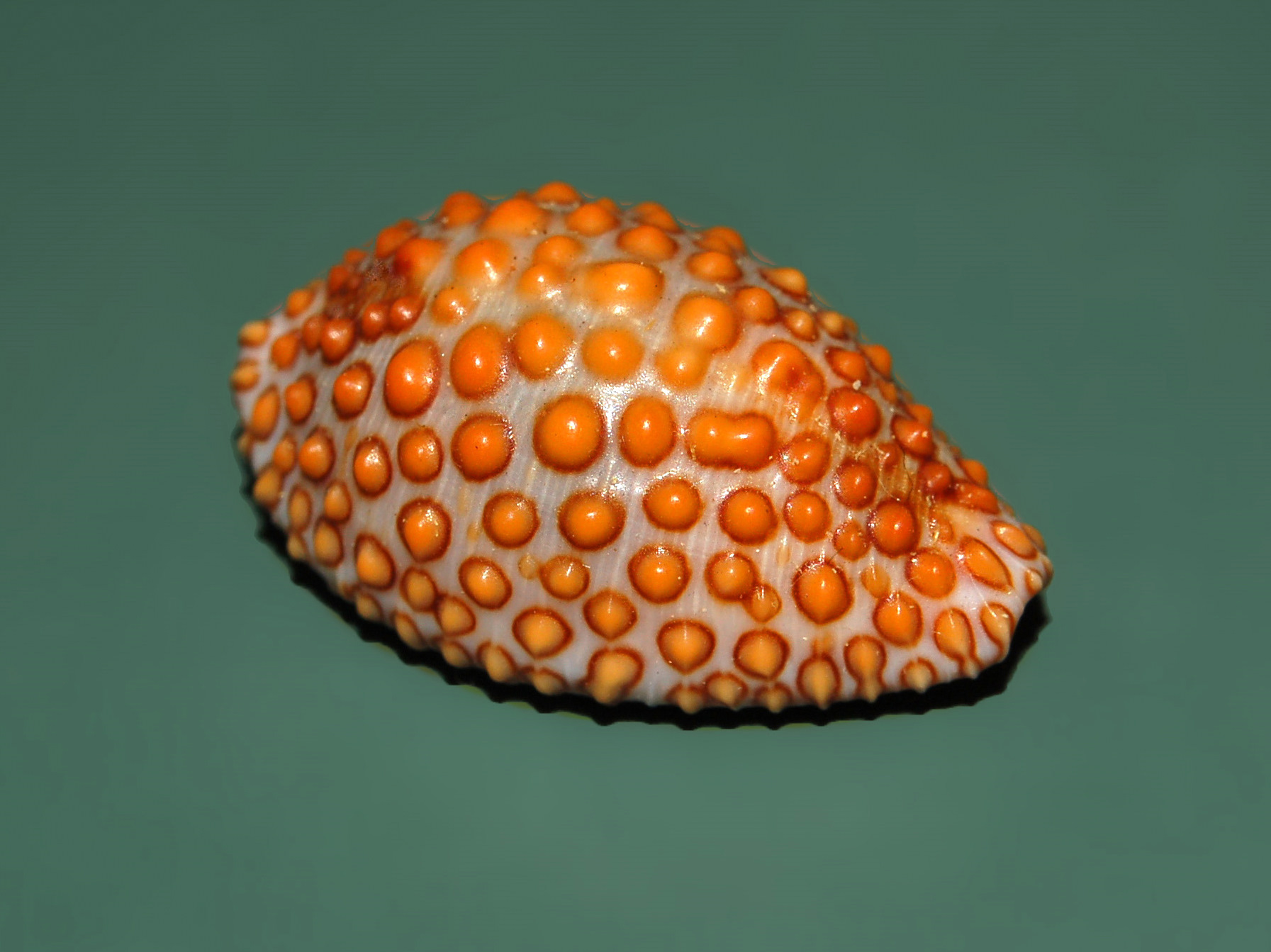
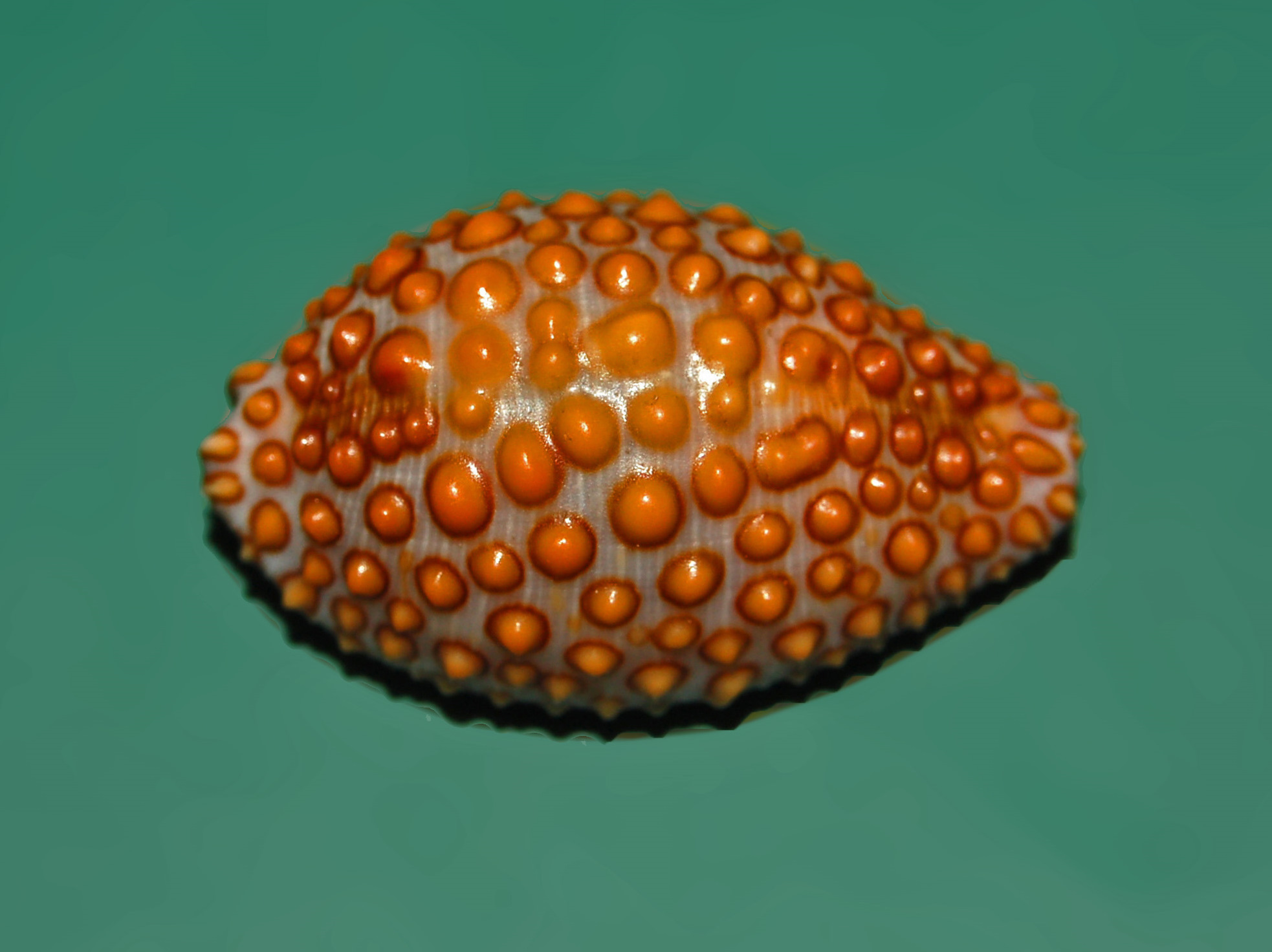
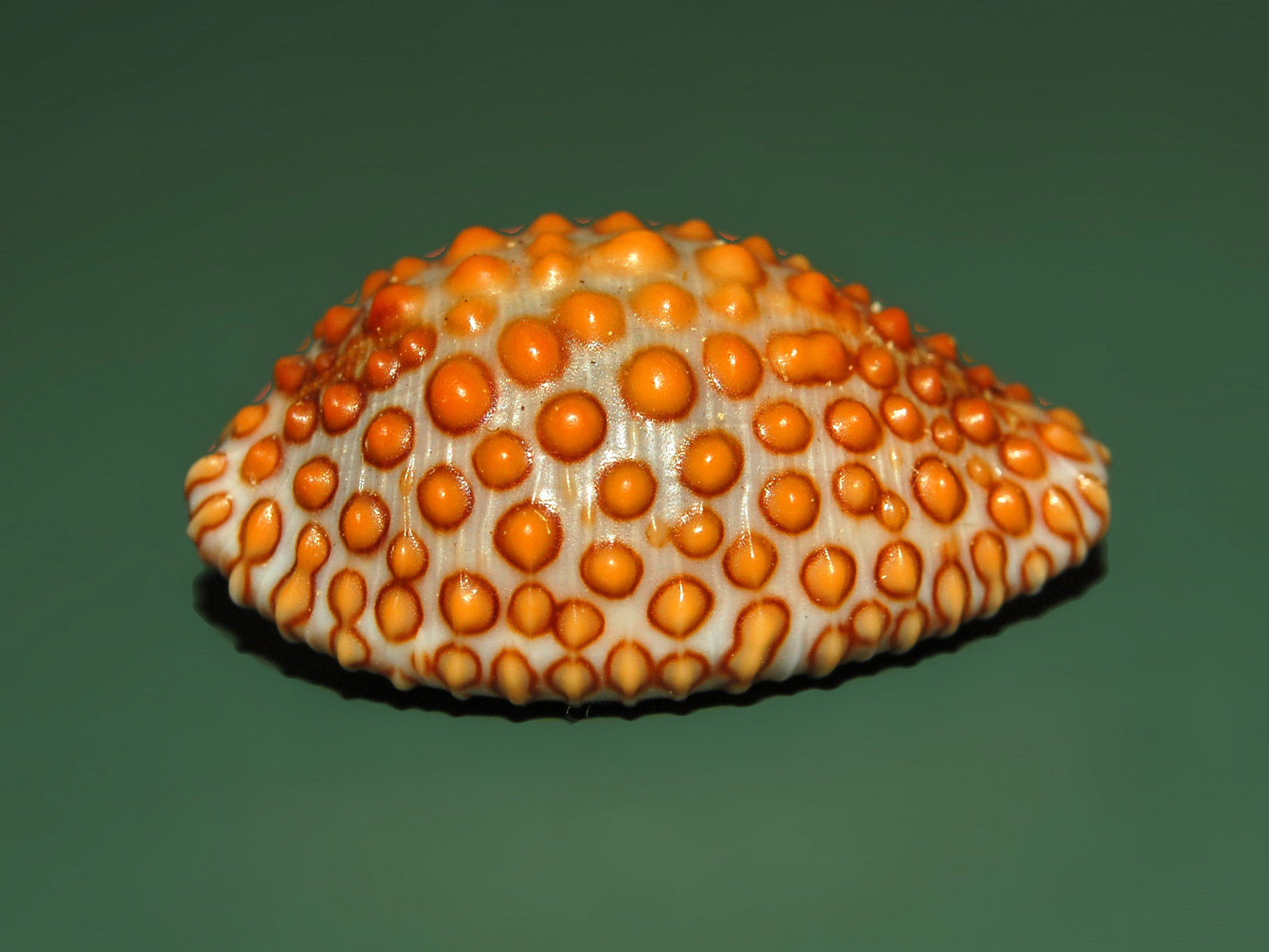
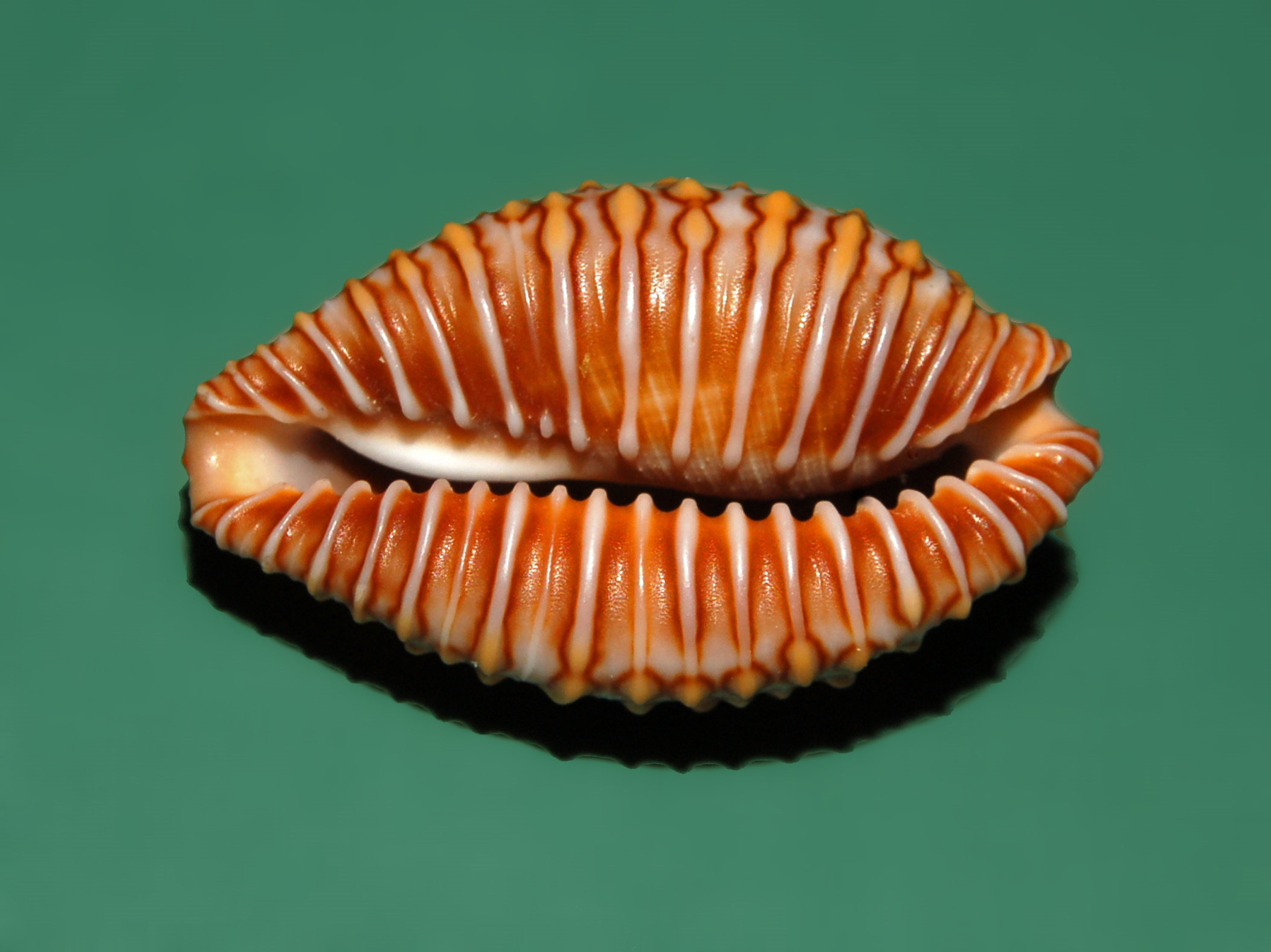
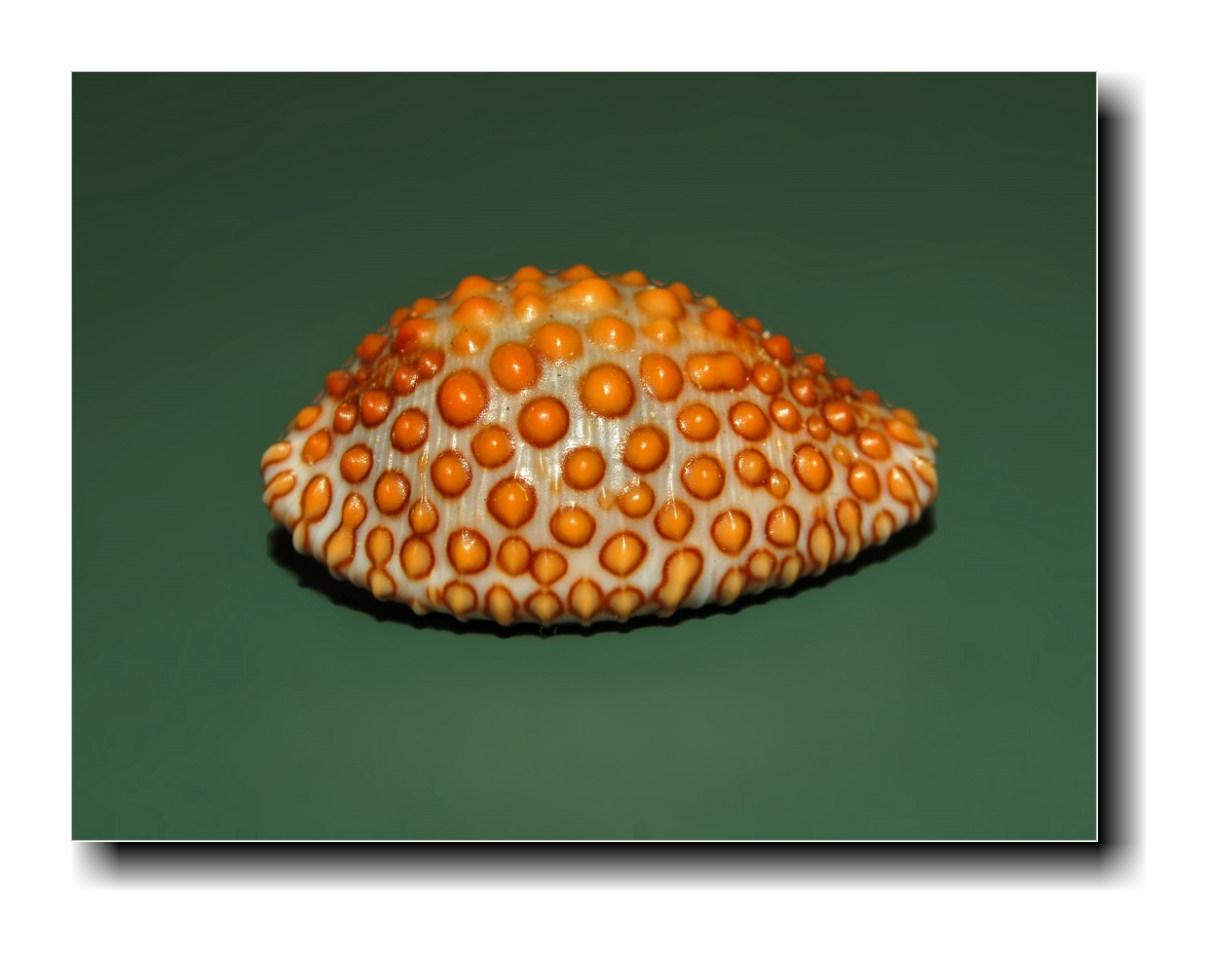